# Up-Lifting COLLECTION
『Up-Lifting COLLECTION』（アップリフティングコレクション）は日本の音楽ユニットDo As Infinityの配信限定アルバム。

## 概要
11thアルバム『BRAND NEW DAYS』の発売に合わせて発売がなされた。

## 収録曲
1. 冒険者たち
11thシングル
2. 本日ハ晴天ナリ
16thシングル
3. アリアドネの糸
26thシングル
4. 魔法の言葉 〜Would you marry me?〜
15thシングル
5. 遠くまで
8thシングル
6. Desire
7thシングル
7. For the future
19thシングル
8. Week!
9thシングル
9. 君がいない未来
22ndシングル
10. believe in you
ベスト・アルバム『The Best of Do As Infinity』収録曲